# Blepharandra intermedia
Blephaandra intermedia é um gênero de plantas com flores. Foi descrito pela primeira vez por WR Anderson. Blepharandra intermedia pertence ao gênero Blepharandra e à família Malpighiaceae.
Este tipo de planta é visto no Brasil.